# Университет Южной Африки
Университе́т Ю́жной А́фрики (англ. University of South Africa, сокращённо Юниса, Unisa) — крупнейший университет Африканского континента, в котором учится треть всех студентов вузов ЮАР (около 300 тысяч из 130 стран). Включён далеко не во все университетские рейтинги, так как специализируется в основном (но не только) в дистанционном образовании. Основной кампус расположен в г. Претория.
Предлагает как профессиональное, так и высшее образование вплоть до докторских степеней. Многие из программ университета получили международную аккредитацию.

## История
Основан в 1873 г. под названием Университет мыса Доброй надежды, en:University of the Cape of Good Hope. Длительное время служил экзаменационным учреждением при Оксфордском и Кембриджском университетах и «инкубатором», из которого возникли прочие университеты ЮАР. В 1946 г. получил статус университета дистанционного образования.
В основном благодаря своей специализации в дистанционном образовании оставался многорасовым в эпоху апартеида в ЮАР. В январе 2004 г. объединился с Техниконом ЮАР, en:Technikon Southern Africa и включил в себя бывший факультет дистанционного образования при Университете Виста, en:Vista University, сохранив при этом своё название.